# Europa Lander
Europa Lander est un projet de mission spatiale étudié par la NASA dont l'objectif est de poser un engin à la surface d'Europe, une des lunes de Jupiter pour étudier sur place l'environnement et le sol de sa surface. Europe constitue un objectif scientifique de premier plan depuis que les données fournies par la sonde Galileo à la fin des années 1990, permettent de déterminer qu'il existe probablement un océan d'eau liquide sous sa surface glacée qui peut abriter des formes de vie. Cette hypothèse de la présence d'un océan d'eau salée est par la suite confirmée par la scientifique Margaret G. Kivelson et son équipe, qui étudient les altérations du champ magnétique de Jupiter.
La NASA décide de développer la mission Europa Clipper (lancement au cours de la décennie 2020) qui doit étudier le satellite après s'être placé en orbite autour de celui-ci. Fin 2015, le Sénat américain demande à la NASA d'inclure dans son projet un engin chargé de se poser à la surface d'Europe pour analyser le sol et tenter de découvrir des traces de vie.
Après évaluation, il s'avère que cet atterrisseur doit constituer une mission distincte d'Europa Clipper et une étude débute sur ce nouveau projet de mission. Mais atteindre la surface d'Europe nécessite un ensemble de manœuvres coûteuses en ergols ce qui impose de placer une masse de 16 tonnes sur une trajectoire interplanétaire. L'environnement radiatif élevé et le faible ensoleillement viennent accroître la difficulté de la mission. Le scénario proposé en septembre 2018 prévoit une mission au sol d'une durée de 20 jours qui emporte environ 32,5 kilogrammes d'instruments scientifiques dont un mini laboratoire chargé d'isoler des traces de vie dans des échantillons prélevés dans le sol à une profondeur de 10 centimètres. Cette mission, caractérisée par des risques importants et un coût évalué à 3 milliards de dollars américains, reste en phase d'étude en 2018 et 2019. Par la suite il est intégré dans un projet technologique plus général portant sur la conception d'atterrisseurs à destination des mondes comportant des océans souterrains.

## Contexte

### La lune de Jupiter Europe objectif prioritaire de l'exploration du Système solaire

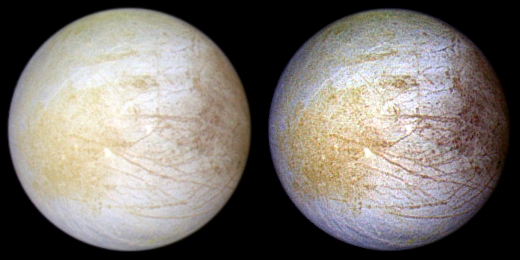
La surface d'Europe est composée de glace d'eau et sans doute de sels (taches brunes et rouges).

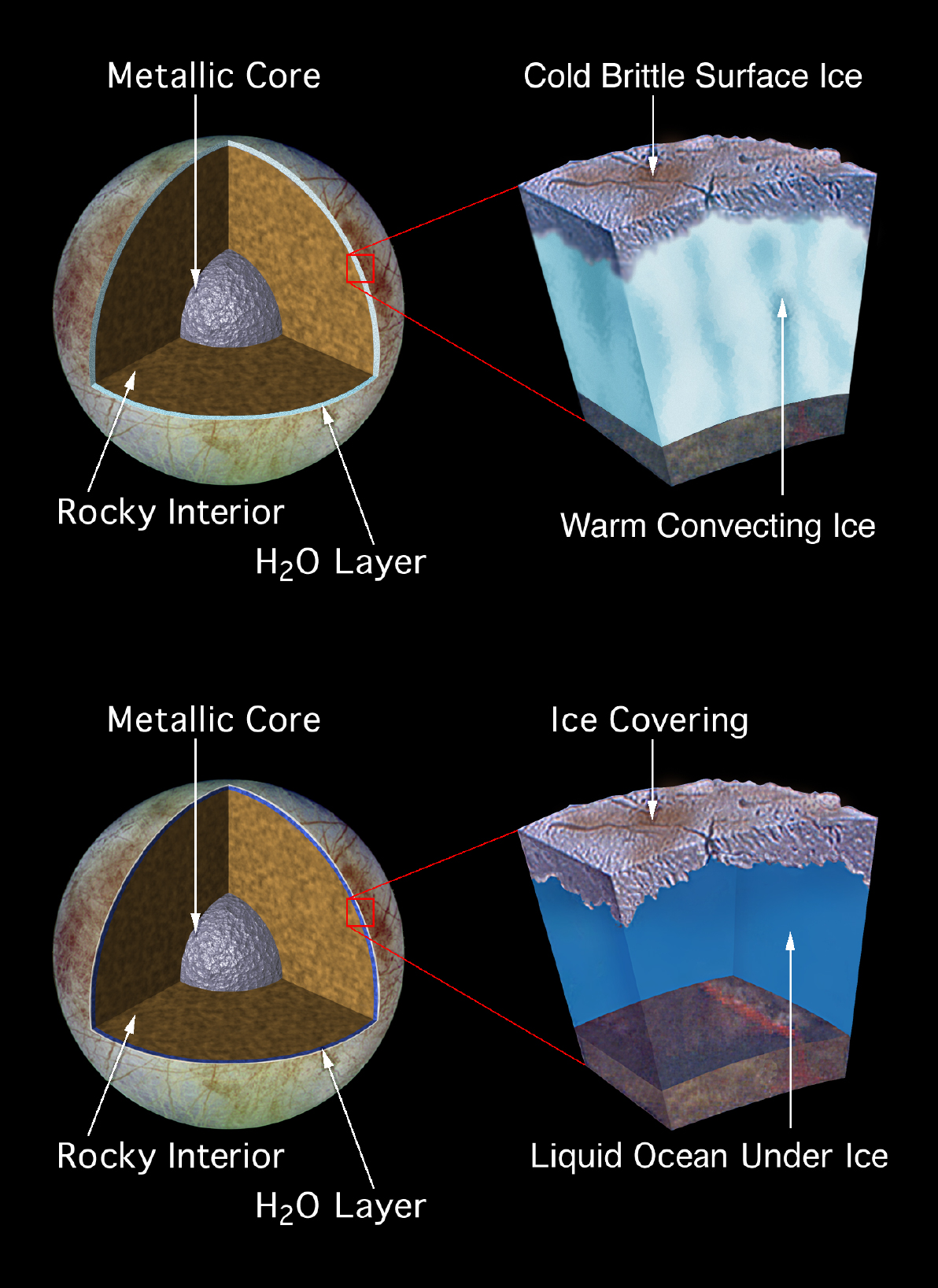
Deux structures possibles de la couche de glace recouvrant Europe.

Europe est un satellite de Jupiter dont le diamètre est proche de celui de la Lune (3 121 kilomètres). Mais contrairement à cette dernière, sa surface, constituée d'une couche de glace sillonnée de fissures et d'arêtes entrecoupées de zones lisses et comportant peu de cratères d'impact, reflète une activité intense et récente. Plusieurs indices semblent montrer qu'Europe comporte sous sa couche de glace un océan d'eau liquide résultant du réchauffement suscité par les forces de marée qu'exerce Jupiter sur sa lune. Celles-ci sont particulièrement importantes car Europe est à la même distance de la planète géante que la Lune de la Terre, mais Jupiter est 318 fois plus massive que la Terre. La pression exercée par les forces de marée sur les roches entraîne leur échauffement permettant sans doute la présence d'eau liquide malgré une température extérieure qui ne dépasse jamais −150 °C. L'océan souterrain peut constituer une zone habitable et héberger des micro-organismes. Pour cette raison, l'étude d'Europe par une sonde spatiale est identifiée comme une mission prioritaire par les deux derniers rapports scientifiques décennaux de 2003 et 2011 consacrés aux sciences planétaires.

### Les observations des missions passées
Les deux sondes spatiales du programme Voyager sont les premières dans les années 1970 à révéler les formations étranges présentes à la surface d'Europe. Mais ces engins spatiaux ne fournissent que des images à faible résolution qui soulèvent plus de questions qu'elles n'apportent de réponses. La sonde spatiale Galileo qui séjourne dans le système jovien de 1995 à 2003 effectue 11 survols d'Europe et permet d'obtenir des images et des spectres à haute résolution de différentes régions de la surface d'Europe. Ce sont ces observations qui permettent d'émettre l'hypothèse d'un océan souterrain. Certaines formations à la surface laissent penser que des échanges ont lieu entre celle-ci et l'océan souterrain. Selon les données fournies par le magnétomètre de Galileo, le déplacement d'Europe dans le champ magnétique de Jupiter induit un champ magnétique propre à la lune qui peut être créé par des courants électriques circulant dans les eaux salées de l'océan souterrain. L'irradiation des particules chargées en surface peuvent créer des oxydants qui, s'ils sont transportés jusqu'à l'océan, peuvent servir de source d'énergie à des formes simples de vie.

### La mission Europa Clipper
À l'issue de la mission de Galileo, il subsiste de nombreuses inconnues car les instruments de Galileo ne sont pas adaptés à l'étude de la lune Europe. Ainsi, la mesure de la gravité via l'effet Doppler permet de déterminer qu'Europe est recouvert d'une couche d'eau ou de glace d'une épaisseur comprise entre 80 et 150 km sans qu'on sache quelle est la proportion d'eau liquide. Il n'existe pas non plus de signe évident d'activité géologique même si des panaches de vapeur d'eau sont peut-être aperçus par le télescope spatial Hubble. Bien que la modélisation des fractures qui sillonnent la surface progresse, les scientifiques n'arrivent pas à conclure sur les processus à l'œuvre. On ne dispose pas de suffisamment d'éléments non plus pour déterminer si Europe dispose de sources d'énergie suffisantes pour entretenir la vie dans son océan intérieur.
La mission Europa Clipper qui doit être lancée au cours de la décennie 2020, quelques années avant l'atterrisseur, est un engin spatial de la NASA qui doit se placer en orbite autour d'Europe. Il a pour objectif de s'assurer de la présence d'eau sous la croûte de glace ou au sein de la glace, déterminer les caractéristiques de l'eau présente ainsi que les processus d'échanges entre la surface et l'océan intérieur, déterminer la distribution et la composition chimique des principaux constituants de la lune et les liens existant avec la composition de l'océan et enfin déterminer les caractéristiques et le mode de genèse des formations se trouvant à la surface y compris les sites reflétant une activité récente.

## Les difficultés d'une mission d'étude d'Europe
Toute mission d'exploration d'Europe constitue un projet coûteux  : 
- Pour se poser sur Europe, il faut effectuer de nombreuses manœuvres très coûteuses en ergols qui imposent une masse au lancement particulièrement élevée.
- Europe se trouve dans la zone de rayonnement intense qui entoure Jupiter et son approche nécessite un blindage et une électronique durcie qui accroissent la masse et le coût de la sonde spatiale. Même équipée pour résister au rayonnement, la durée de vie d'une sonde spatiale étudiant Europe est courte.
- Europe fait partie des corps célestes externes du système solaire : son éloignement de la Terre et du Soleil nécessite des systèmes de communication et de production d'énergie performants et donc coûteux.
- Europe est un univers complexe qui nécessite de recueillir beaucoup de données pour comprendre son histoire et ses caractéristiques.

## Historique du projet

### L'étude Europa Lander Mission (ELM) (2011)
En 2011, à la suite de l'abandon du projet d'exploration d'Europe depuis l'orbite Jupiter Europa Orbiter (JEO), la NASA décide d'évaluer trois scénarios d'exploration de ce satellite dans le cadre d'une étude baptisée Europe Habitability Orbiter (EHMO). L'un de ces scénarios Europa Lander Mission (ELM), prévoit de faire atterrir un engin sur le sol d'Europe pour étudier in situ. L'engin d'une masse au départ de 6,9 tonnes utilise pour produire de l'énergie deux générateurs Stirling à radioisotope avancé. La sonde spatiale se dirige vers Jupiter après avoir reçu l'assistance gravitationnelle de la Terre (à deux reprises) et de Vénus. L'insertion sur une orbite de 200 kilomètres autour d'Europe est réalisée 1,4 an après l'injection en orbite autour de Jupiter. La dose de radiation accumulée à ce stade ne dépasse pas 125 kilorads. La sonde spatiale se sépare alors en deux sous-ensembles : un orbiteur équipé d'une caméra à haute résolution qui va identifier durant 1 mois les sites d'atterrissage potentiels et l'atterrisseur proprement dit. Ce dernier après séparation annule sa vitesse orbitale en freinant de 1,4 km/s puis descend verticalement sans propulsion jusqu'à une altitude de 4 km. Il utilise alors neuf moteurs-fusées brûlant de l'hydrazine pour se freiner. La phase finale de la descente vers le sol utilise un lidar et un atterrissage de précision est effectué dans une zone sélectionnée de 10 x 10 mètres. La vitesse à l'atterrissage est de 0,5 m/s. Une fois au sol la mission dure environ 1 mois. Les instruments embarqués comprennent un spectromètre de masse, un spectromètre Raman, un sismomètre, un magnétomètre, une caméra stéréo et un microscope. L'atterrisseur dispose d'un système de prélèvement d'échantillons du sol qui sont ensuite analyser par les spectromètres. Le coût de la mission est évaluée à environ 3 milliards de dollars américains. Cette proposition est écartée d'emblée notamment en raison du risque élevé.

### Le lancement du projet Europa Clipper
Le projet d'orbiteur Europa Clipper, une sonde spatiale qui doit être placée en orbite autour d'Europe, est pratiquement imposé à la NASA par le représentant John Culberson au début des années 2010. La NASA sait qu'un tel projet est très coûteux et elle préfère ne pas se lancer dans une aventure qui ne peut aboutir faute de moyens financiers. Mais Culberson, en tant que président de la commission des affaires spatiales, joue un rôle décisif dans l'allocation des fonds à l'agence spatiale. Culberson alloue, sans demande de la part de l'agence, 43 millions de dollars américains (2013) puis 80 millions (2014) à la mission. La NASA finit par accepter en 2015 de lancer le projet. En 2015, Culberson, après avoir interrogé les spécialistes du JPL, décide d'ajouter un atterrisseur à l'orbiteur. Les ingénieurs du JPL évalue le surcoût à 1 milliard de dollars américains. Culberson, qui est relativement isolé dans son soutien au projet d'atterrisseur, perd son siège au cours des élections de 2018. Aucune somme n'est directement allouée au projet d'atterrisseur dans le cadre des budgets des années 2018 et 2019.

## Objectifs de la mission
Les objectifs scientifiques de la mission sont les suivants : 
- Rechercher des indices de la vie sur Europe :

- - Identifier et détailler les composés organiques qui peuvent signaler la présence d'une vie passée ou présente.
  - Identifier et détailler les caractéristiques morphologiques qui peuvent signaler la présence d'une vie passée ou présente.
  - Identifier et détailler les composés non organiques qui peuvent signaler la présence d'une vie passée ou présente.
  - Déterminer les processus à l'origine des échantillons analysés.
- Déterminer l'habilité d'Europe via des mesures effectuées sur le site :

- - Déterminer la composition des matériaux ne correspondant pas à de la glace et proches de la surface et déterminer s'il existe des indices reflétant un déséquilibre chimique ou d'autres facteurs essentiels pour la vie.
  - Déterminer la proximité de l'eau liquide et des matériaux produits par des éruptions récentes.
- Caractériser les propriétés de la surface et des couches proches de la surface à proximité de l'atterrisseur pour de futures missions d'exploration :

- - Déterminer les caractéristiques des matériaux de surface et les mettre en relation avec les images prises.
  - Déterminer les processus actifs à la surface d'Europe et de la banquise pour comprendre les effets endogènes et exogènes sur les propriétés physico-chimiques du matériau de surface.

## Caractéristiques techniques

### Architecture générale
Europa Lander a une masse comprise de 16 tonnes selon les scénarios ce qui en fait la sonde spatiale la plus lourde jamais lancée. Elle est composée de quatre modules (cf. schéma ci-dessous) :
- Le vaisseau porteur (Carrier Stage ou CS) a une architecture similaire à celle de Europa Clipper mais sans les instruments scientifiques. Il prend en charge toute la phase de la mission qui s'écoule jusqu'à la séparation de l'atterrisseur. L'énergie est fournie par de grands panneaux solaires. Il prend en charge toutes les manœuvres conduisant à l'insertion en orbite autour d'Europe. Après séparation de l'atterrisseur il est placé sur une orbite autour d'Europe suffisamment haute pour respecter les contraintes de la protection planétaire.
- Le véhicule qui se détache du vaisseau porteur (Deorbit Vehicle ou DV) pour entamer la descente vers le sol d'Europe est lui-même composé de trois modules :

- - L'étage DOS (DeOrbit Stage) est chargé d'annuler la vitesse horizontale du DV. Il est constitué essentiellement par une rétrofusée à propergol solide. L'intelligence du DOS (guidage, contrôle d'attitude) est gérée par l'étage de descente. Après avoir rempli sa fonction, il se détache et s'écrase sur le sol d'Europe,
  - L'étage de descente (Descent Stage ou DS) est chargé d'amener l'atterrisseur sur le sol d'Europe. Il utilise à cet effet une propulsion à ergols liquides brûlant de l'hydrazine et un lidar qui guide l'engin spatial jusqu'au site d'atterrissage. Pour déposer en douceur l'atterrisseur sur la surface d'Europe, il reprend la formule du grutage mis en œuvre par Mars Science Laboratory,
  - L'atterrisseur proprement dit qui est le seul module à se poser en douceur sur le sol d'Europe et chargé de la mission scientifique.

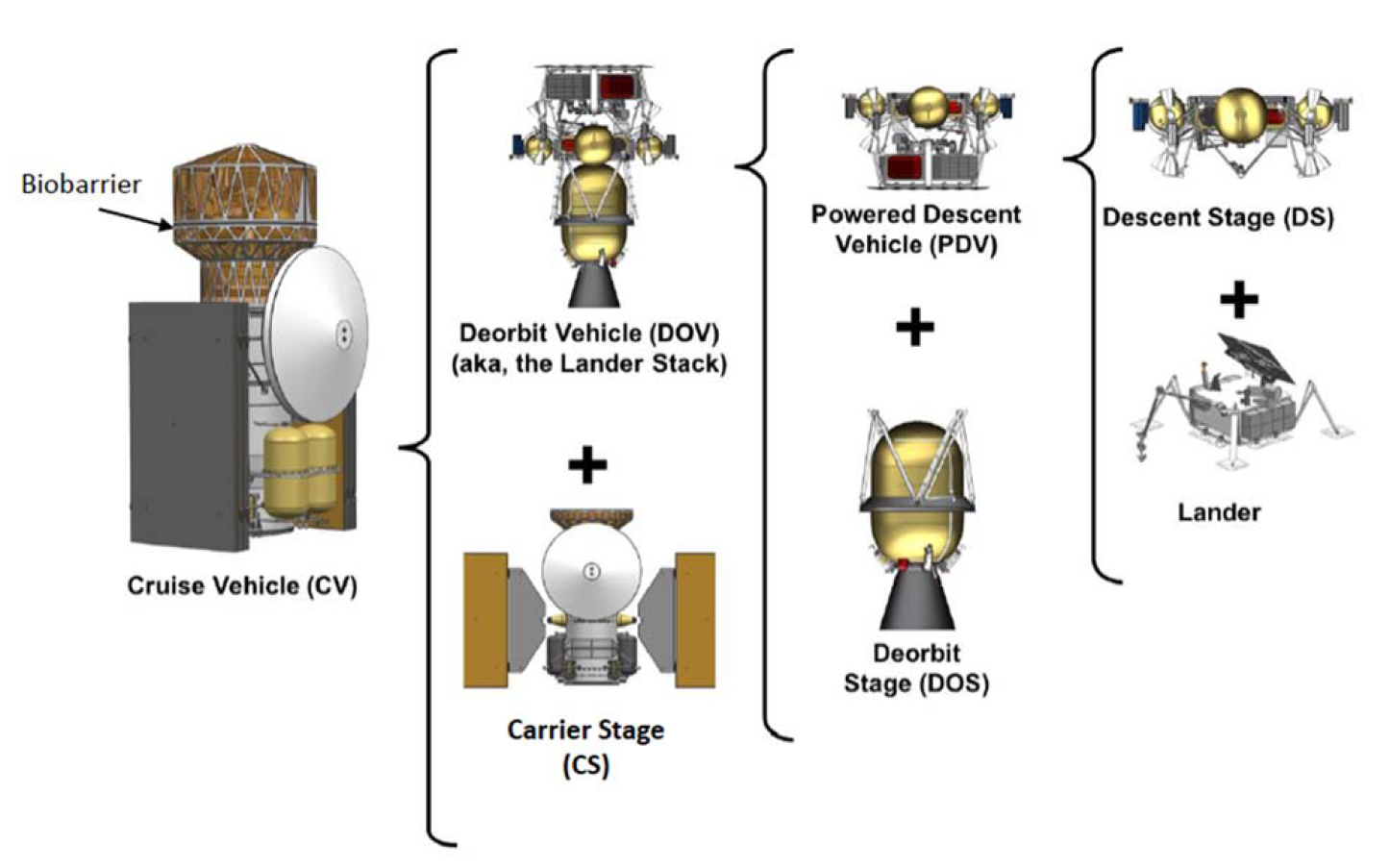
Les différentes configurations en vol d'Europa Lander.

### Atterrisseur

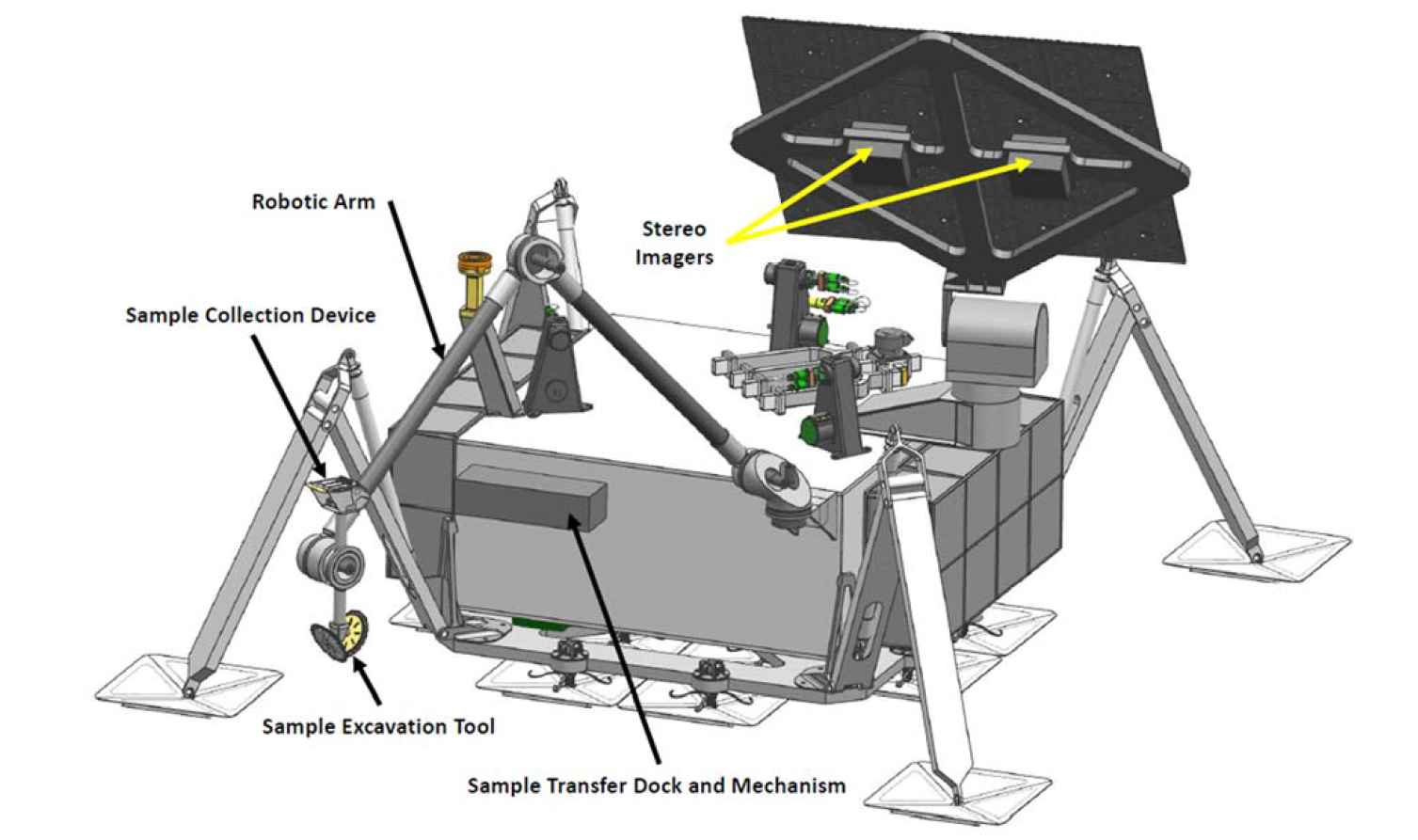
L'atterrisseur proprement dit et le système de prélèvement d'échantillons.

L'atterrisseur qui se pose sur le sol d'Europe emporte la charge utile. Pour la production d'énergie, les deux méthodes utilisées par les sondes spatiales envoyées vers Jupiter sont écartées : les panneaux solaires (masse prohibitive compte tenu de l'intensité du rayonnement solaire) et les générateurs thermoélectriques à radioisotope (coûteux et disponibilité du combustible réduite). L'énergie est fournie par des accumulateurs d'une capacité de 45 kWh (dont 1,6 kWh sont disponibles pour l'instrumentation scientifique) ce qui limite la durée de la mission au sol à 20 jours terrestres.. Cette contrainte de durée est acceptable dans la mesure où le rayonnement ambiant élevé réduit la durée de vie des équipements. L'ensemble des instruments hormis les têtes optiques des caméras est enfermé dans un caisson blindé. Celui-ci réduit la dose totale de rayonnement ionisant subie à moins de 150 kilorad. Conformément aux standards en vigueur à la NASA, l'électronique est dimensionnée pour supporter une dose de 300 kilorads. L'atterrisseur dispose d'une système de communications qui permet les échanges directs avec la Terre. Celui-ci utilise une antenne faible gain et une antenne grand gain. L'atterrisseur dispose d'un système de prélèvement d'échantillons de sol qui doit permettre de prélever à 5 reprises un minimum de 7 cm³ de sol à une profondeur de 10 cm pour permettre son analyse par les instruments embarqués.

### Instrumentation scientifique
L'instrumentation scientifique, dont la masse totale ne doit pas dépasser environ 32,5 kg, fait l'objet d'un appel à propositions en mai 2018. Une configuration type est présentée dans les documents produits par l'agence spatiale américaine en 2017 :
- Détecteur de substances organiques OCA (Organic Compositional Analyzer) constitué d'un chromatographe en phase gazeuse et d'un spectromètre de masse basé sur l'instrument SAM.
- Spectromètre Raman VS (Vibrational Spectrometer) analogue à l'instrument SHERLOC du rover martien Mars 2020.
- Microscope MLD permettant de distinguer des micro-organismes de 0,2 micron.
- Une paire de caméras stéréo CRSI (Context Remote Sensing Instrument) dotées d'une focale de 34 millimètres et fixées en hauteur sur l'antenne grand gain.
- Un sismomètre GSS (Geophysical Sounding System).

## Déroulement de la mission (scénario de septembre 2018)
Dans le scénario décrit par la NASA en septembre 2018, Europa Lander décolle en novembre 2026. La sonde spatiale est lancée par un lanceur suffisamment puissant (Space Launch System ou équivalent) pour pouvoir placer les 16 tonnes de la sonde spatiale sur une orbite interplanétaire. Europa Lander boucle une orbite autour du Soleil. Durant cette orbite elle effectue une correction de trajectoire avant de survoler la Terre et Mars en effectuant une manœuvre d'assistance gravitationnelle pour accélérer en se dirigeant vers Jupiter. La sonde spatiale s'insère en orbite autour de Jupiter en utilisant sa propulsion principale. Afin de pouvoir se placer en orbite autour d'Europe, la sonde spatiale doit fortement ralentir tout en modifiant son orbite et en évitant de traverser les ceintures de radiation de Jupiter : cette phase dure 30 mois au cours de laquelle elle utilise à plusieurs reprises l'assistance gravitationnelle des satellites de Jupiter : Ganymède et Callisto puis d'Europe elle-même. La sonde spatiale utilise sa propulsion pour s'insérer en orbite autour de Jupiter puis stabiliser cette orbite. Celle-ci est ensuite modifiée jusqu'à ce que l'altitude du périgée soit abaissée à 5 kilomètres. L'atterrisseur se détache de son vaisseau porteur (Carrier Stage ou CS) au point le plus bas de l'orbite et entame sa descente vers le sol d'Europe. Il s'écoule environ un mois entre le premier survol d'Europe et la descente de l'atterrisseur vers la surface du satellite.

Déroulement du transit entre la Terre et Europe
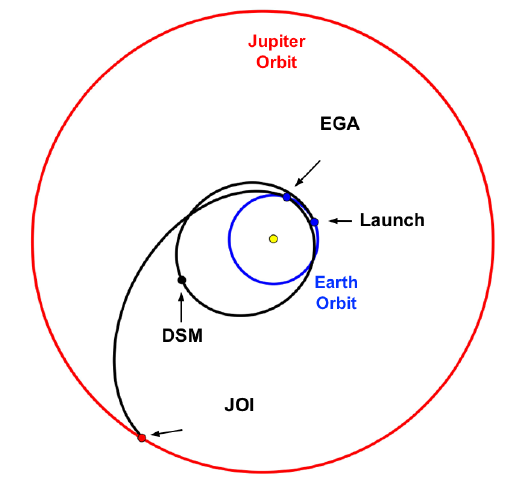
Transit entre la Terre et Jupiter (4,5 années).
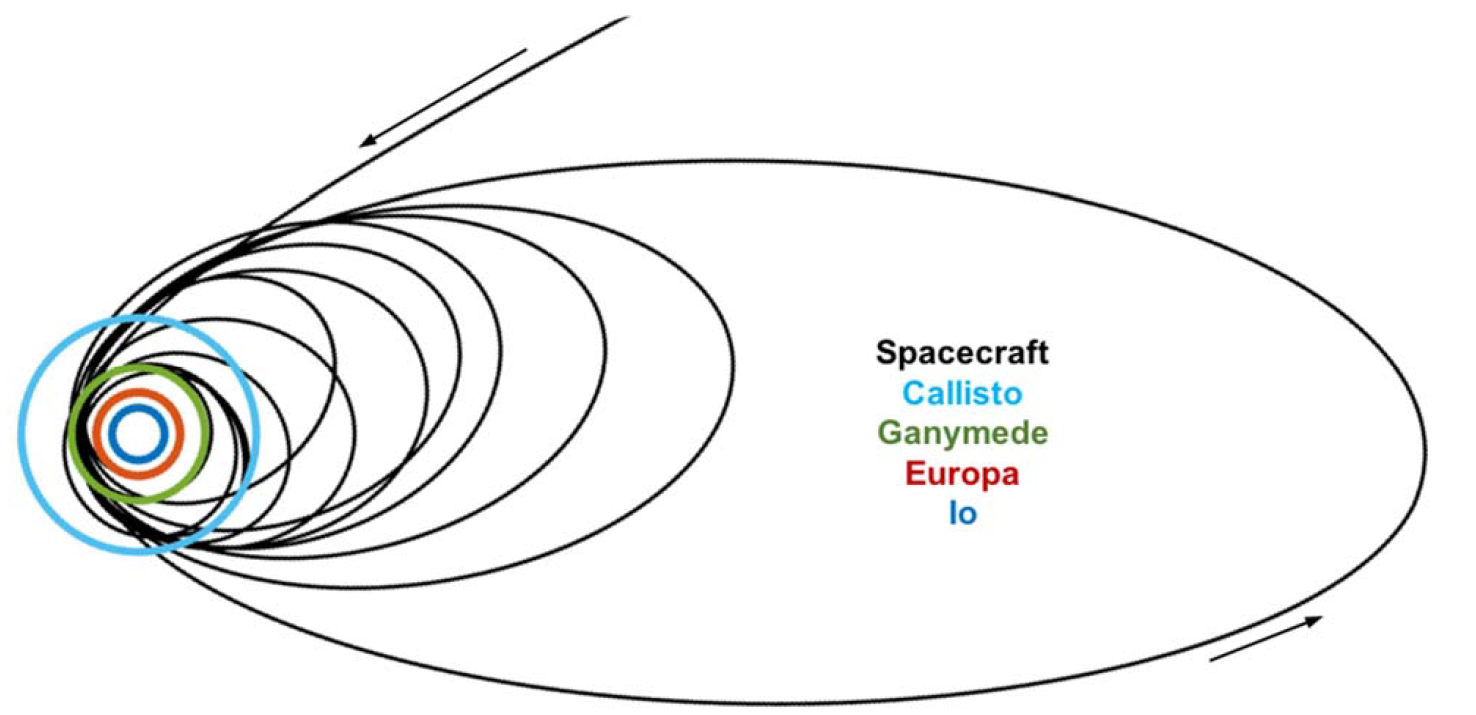
Manœuvres dans le système jovien (30 mois).
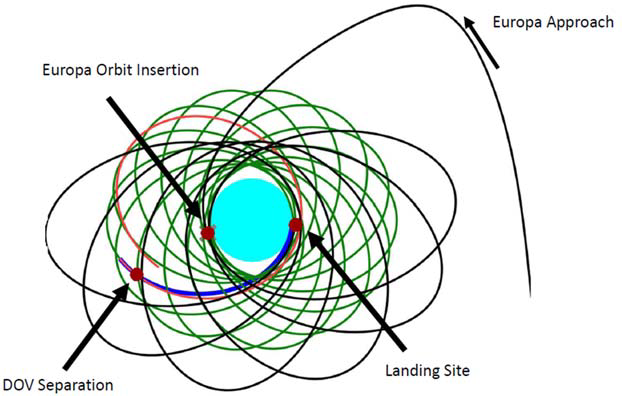
Manœuvres en orbite autour d'Europe (1 mois).

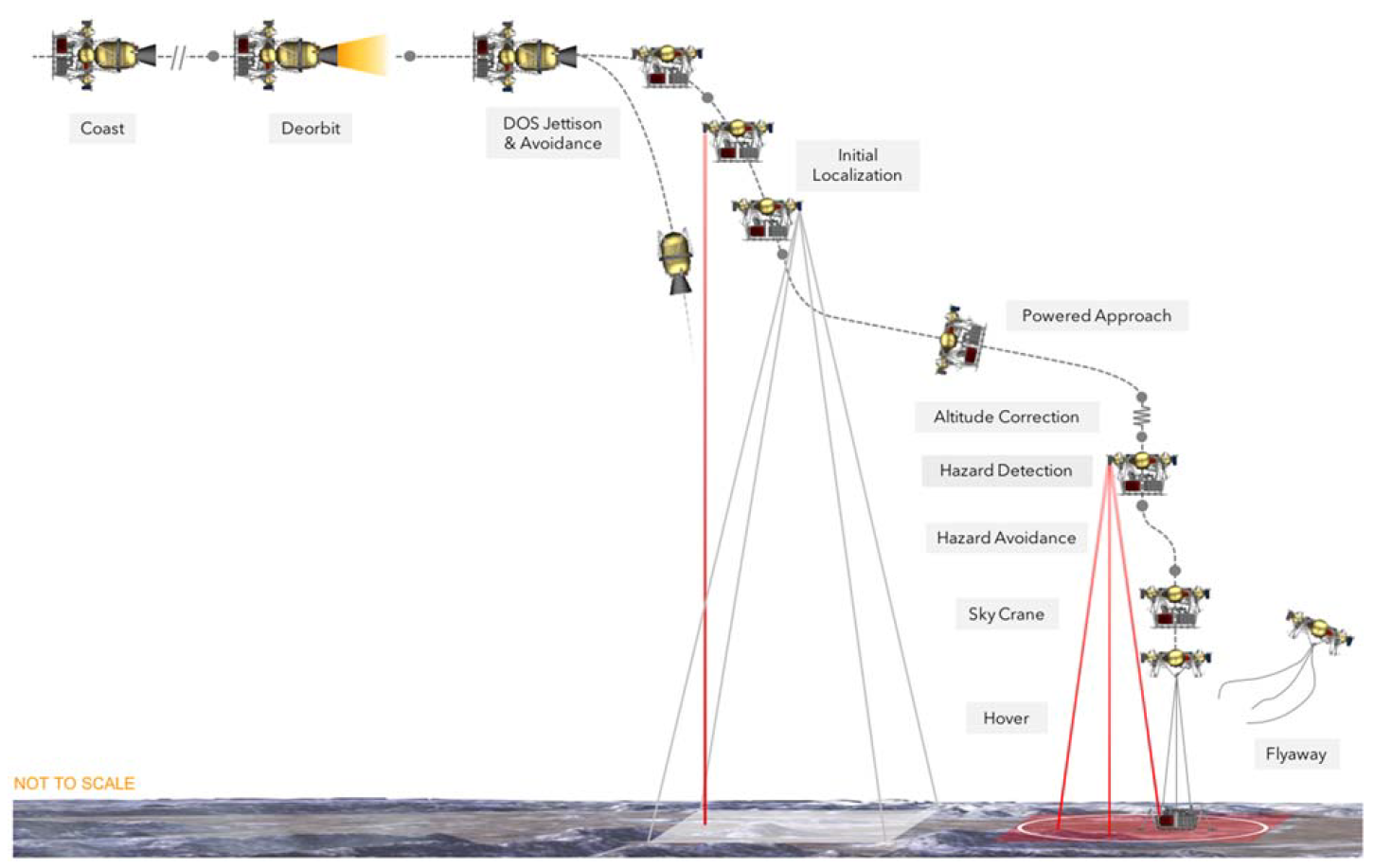
Déroulement de l'atterrissage sur Europe.

Une fois que l'atterrisseur s'est détaché du vaisseau porteur, une rétrofusée à propergol solide est mise à feu pour annuler la vitesse horizontale. Une fois sa mission remplie, l'étage utilisé (DeOrbit Stage ou DOS) se détache et s'écrase sur le sol de la lune. En l'absence d'atmosphère, le freinage est entièrement pris en charge par les rétrofusées de l'étage de descente (Descent Stage ou DS). Celui-ci fonctionne comme son homologue des missions Mars Science Laboratory et Mars 2020. À proximité du sol, il descend l'atterrisseur au bout de filins puis ceux-ci sont coupés et l'étage reprend de la hauteur avant d'aller s'écraser plus loin.
Au sol, l'atterrisseur déploie immédiatement après l'atterrissage un système d'échantillons et une antenne à grand gain puis effectue des tests pour s'assurer du bon fonctionnement de ses systèmes et des instruments scientifiques. Cette étape est réalisée de manière automatique. L'énergie étant fournie par des accumulateurs durant la durée totale de la mission, limitée par la capacité de ceux-ci, est de 20 jours. Les communications avec la Terre sont directes. Compte tenu de la période de rotation d'Europe de 3,5 jours, la Terre est visible durant 1,5 jour et durant 2 jours aucune communication n'est possible. Deux types d'activités sont prévus : le prélèvement d'échantillons suivi de son analyse d'une part, le recueil passif de données sur l'environnement d'autre part. Le déroulement des opérations est complètement autonome.